# Admiral As
Admiral As, född 26 april 2016 i Italien, är en varmblodig travare. Han tränas av Daniel Reden dessförinnan  Reijo Liljendahl och körs av Örjan Kihlström.

## Karriär
Admiral As började tävla som treåring i april 2019, och inledde karriären med fem raka segrar. Han kördes inledningsvis av Ulf Ohlsson. Han har till augusti 2021 sprungit in cirka 1,4 miljoner kronor på 24 starter, varav 14 segrar och en andraplats.
Den 2 november 2022, efter ett par tveksamma starter som sått split inom Trav-Sverige, startade Admiral As i ett särskilt hårt lopp, där hästar som Brambling och Esprit Sisu deltog. Admiral As öppnade loppet i tredjespår, efter ca 400 meter intog han positionen "dödens", första par utvändigt. Denna position höll han in i mål, och tangerade världsrekordet för samma distans. 
Han har flera gånger lovordats av tränare Reijo Liljendahl, som bland annat jämfört honom med Victory Tilly.